# Molnár Miklós (politikus)
Molnár Miklós (Mezőkeresztes (ma: Biharkeresztes), 1877. október 7. – Kassa, 1946.) munkásmozgalmi aktivista, szociáldemokrata politikus, főispán, kormánybiztos.

## Élete
Molnár Miklós földműves és Varga Zsófia fiaként született. A kassai központú Felsőmagyarországi Szociáldemokrata Párt egyik meghatározó alakja, Kassa utolsó magyar kormánybiztosa volt. Az 1906-os pártgyűlés egyik társelnöke. 1907-ben a rozsnyói népgyűlésen szónokolt és megválasztották a Kassai Famunkások Szervezőbizottságába. 1903. január 25-én Budapesten házasságot kötött Weisz Katalin vasalónővel.
Műbútorasztalosból lett a kassai Magyar Nemzeti Tanács elnöke, majd a város főispán-kormánybiztosa. Visszautasította Böhm Vilmos hadügyi államtitkár Kassa védelmére felajánlott tengerészkülönítményét, kétes hírük miatt. Az 1919 januári csehszlovák államfordulat után Blanár Béla polgármesterrel és Váczy József rendőrfőkapitánnyal együtt eltávolították pozíciójából. Márciusban feltehetőleg távolléte miatt feleségét Illavára internálták. 1919-ben többek között ő üdvözölte a Magyar Tanácsköztársaság képviselőit, Kun Bélát és Garbai Sándort. 1922 elején Borovszky Gézával együtt ő szervezte újjá a kassai magyar szociáldemokráciát. Az Országos Magyar Szervezőbizottság megalakulását követően rövid ideig annak elnöke volt, de érdemben nem vett részt az aktivista szekció munkájában. A csehszlovák szociáldemokrata párt ugyanis aktivista politikát folytatott, ami mögé a Schulcz Ignác vezette magyar vonal is beállt, ezáltal lejáratva azt. Borovszky és Molnár bírálataik miatt háttérbe szorultak és Kassa visszatérése után sem tudták újjáéleszteni és visszaállítani a korábbi jelentős pártmunkát.
Kassa visszatérését követően kéziratos dokumentumgyűjteményt állított össze a kassai államfordulatról. Ezt többek között Komáromy József is használta.

## Emléke
- Bukovszky László – Simon Attila – Szeghy-Gayer Veronika 2021: Kassától Košicéig – Molnár Miklós-emlékkönyv.[13]
- Kassától Košicéig. Molnár Miklós-emlékkönyv; szerk. Bukovszky László, Simon Attila, Szeghy-Gayer Veronika; Fórum Kisebbségkutató Intézet–Bölcsészettudományi Kutatóközpont, Somorja–Bp., 2020 + DVD

## Művei
- 1942 Kassától Kosicéig. Történelmi adatgyűjtemény az 1918-19 évi forradalom, vörösuralom és a csehszlovák köztársaság megalakulása idejéből I-VI. Kézirat.